# Mòng biển cá trích châu Mỹ
Mòng biển cá trích châu Mỹ (danh pháp hai phần: Larus smithsonianus) là một loài chim mòng biển thuộc Laridae. Hiệp hội Điểu học Mỹ xem chúng là một phân loài của mòng biển săn cá trích. Mòng biển cá trích châu Mỹ phân bố ở Bắc Mỹ, xuất hiện ở bờ biển, hồ, sông, bãi rác. Mòng biển cá trích châu Mỹ có màu trắng với cánh màu đen xám, mũi cánh màu đen với các đốm trắng, chân màu hồng. Thức ăn là động vật không xương sống, cá và nhiều loại thức ăn khác. Chúng thường làm tổ gần nước, đẻ khoảng 3 quả trứng trên một hố cào trên mặt đất. Loài này được mô tả lần đầu vào năm 1862 bởi Elliott Coues dựa trên loạt mẫu vật từ viện Smithsonian.

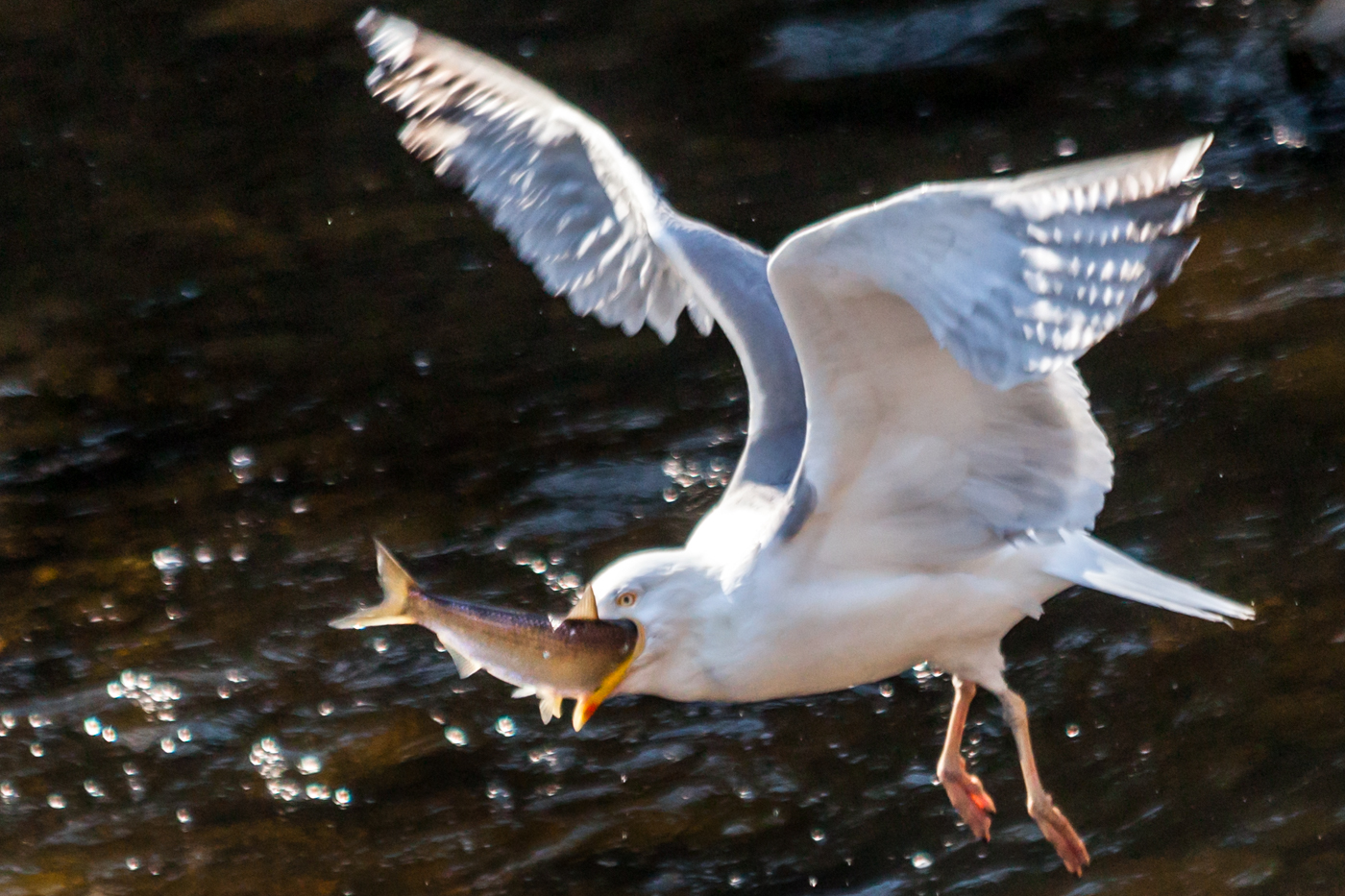